# 金のなる樹は誰のもの
『金のなる樹は誰のもの』（かねのなるきはだれのもの）は、1976年4月12日から同年6月28日までNET系列の月曜20:00 - 20:54（JST）に放送されたコメディドラマである。全11回。

## 概要
50億円にのぼる財産を持つ老人の、遺産相続をめぐるコメディ。
1973年4月開始の『スター・オン・ステージ あなたならOK!』以来、3年続いたバラエティに代わって登場したドラマで、それらのバラエティを企画・制作した渡辺プロダクションが、「渡辺企画」という形で関わっている。また脚本は、全て佐々木守が手がけた。
この枠久々のドラマだったが、11回で終了した。

## 出演者
- 志村喬（大山田英郎）
- 篠田三郎（俊介）
- 小柳ルミ子（美子）
- 渡辺美佐子（和枝）
- 有島一郎（今井卓郎）
- 吉田義夫（仙三）
- 柴俊夫（ジロー）
- 下川辰平（山崎）

ほか

## サブタイトル
| 回                                               | 放送日 （1976年） | サブタイトル                   | 脚本     | 監督   | ゲスト                                 |
| ------------------------------------------------ | ----------------- | ------------------------------ | -------- | ------ | -------------------------------------- |
| 1                                                | 4月12日           | ぱちぱちぱちん                 | 佐々木守 | 真船禎 | あいざき進也、太田裕美、エバ           |
| 2                                                | 4月19日           | しとしとぽたり                 | 佐々木守 | 真船禎 | 江藤潤、植木等                         |
| 3                                                | 4月26日           | しくしくちくり                 | 佐々木守 | 真船禎 | 森進一、あのねのね                     |
| 4                                                | 5月3日            | ひゅるひゅるぽかん             | 佐々木守 | 真船禎 | 高橋洋子、赤塚真人                     |
| 5                                                | 5月10日           | つるつるつるり                 | 佐々木守 | 真船禎 | アグネス・チャン、佐藤蛾次郎、太田裕美 |
| 6                                                | 5月17日           | ぶすぶすぶすり                 | 佐々木守 | 真船禎 | 岸部シロー、中原早苗、あいざき進也     |
| （5月24日はプロ野球中継『大洋×巨人」のため休止） |                   |                                |          |        |                                        |
| 7                                                | 5月31日           | スケバン百人尼寺直行の巻       | 佐々木守 | 真船禎 | 麻丘めぐみ、森田日記                   |
| 8                                                | 6月7日            | 花嫁花婿お世話になりましたの巻 | 佐々木守 | 真船禎 | 五十嵐淳子、荒井注                     |
| 9                                                | 6月14日           | わしの子を生んでくれの巻       | 佐々木守 | 真船禎 | 原知佐子、松鶴家千とせ                 |
| 10                                               | 6月21日           | 義理も人情もみな軽いの巻       | 佐々木守 | 真船禎 | 天地真理、伊東四朗                     |
| 11                                               | 6月28日           | 金のなる樹はどこへ行くの巻     | 佐々木守 | 真船禎 |                                        |

## スタッフ
- 原作：南条範夫（「からみあい」より）
- 脚本：佐々木守（全話担当）
- 監督：真船禎（全話担当）
- 音楽：宮川泰
- 制作：NET、渡辺企画

## 主題歌
- 小柳ルミ子「この街夕暮れ」（作詞・作曲：布施明。シングル「恋岬」のB面曲）